# سیارک ۱۱۷۵۳
سیارک ۱۱۷۵۳ (به انگلیسی: 11753 Geoffburbidge، نامگذاری:2064P-L) یازده هزار و هفتصد و پنجاه و سومین سیارک کشف شده‌است که در ۲۴ سپتامبر ۱۹۶۰ کشف شد.